# Ossonis modiglianii
Ossonis modiglianii är en skalbaggsart som beskrevs av Stefan von Breuning 1950. Ossonis modiglianii ingår i släktet Ossonis och familjen långhorningar. Inga underarter finns listade i Catalogue of Life.